# Predrag Mijatović
Predrag „Peđa“ Mijatović (srbsky: Предраг Мијатовић 19. ledna 1969, Titograd, Černá Hora, Jugoslávie) je bývalý černohorský fotbalista, v současnosti sportovní ředitel klubu Real Madrid. Je považován za jednoho z nejlepších jugoslávských hráčů 90. let. Hrával jako útočník za kluby Budućnost Podgorica, FK Partizan, Valencia, Real Madrid, Fiorentina a Levante. S Realem vyhrál v roce 1998 Ligu mistrů, když ve finále proti turínskému Juventusu vstřelil jediný gól zápasu.
Za reprezentaci odehrál 73 zápasů, ve kterých nastřílel 28 gólů. Hrál i na Euru 2000 a na Mistrovství světa v roce 1998.
V anketě Zlatý míč, která hledala nejlepšího fotbalistu Evropy, se roku 1997 umístil na druhém místě.

## Úspěchy
- 1× vítěz ligy mistrů - 1997/98
- 1× vítěz interkontinentálního poháru - (1998)
- 1× vítěz Primera división - (1996/97)
- 1× vítěz španělského Superpoháru - (1997)
- 2× vítěz jugoslávského poháru - (1989, 1992)